# Issa Rae
Jo-Issa Rae Diop, född 12 januari 1985 i Los Angeles i Kalifornien, är en amerikansk skådespelare, manusförfattare och producent.
År 2011 uppmärksammades hon för sin webbserie Awkward Black Girl. År 2016 hade dramakomedin Insecure premiär på HBO som Rae skapat, skrivit manus till samt spelar huvudrollen i. För rollen i Insecure nominerades hon till två Golden Globe Awards och en Emmy Award.